# Aeroportul Mersing
Aeroportul Mersing (IATA: MEP, ICAO: WMAU) este un aeroport din Mersing⁠(d), Daerah Mersing⁠(d), Johor, Malaysia.
Situat la o altitudine de 3 m, aeroportul dispune de o singură pistă. Este operat de Universiti Teknologi Malaysia⁠(d).